# Teorias da conspiração sobre Elvis Presley
Teorias da conspiração sobre a sobrevivência de Elvis Presley começaram a surgir imediatamente após a sua morte em 1977.  Algumas pessoas acreditam que Elvis Presley não morreu em 1977, mas teve que se esconder por várias razões e ainda está vivo. Essa hipótese foi popularizada pelos livros de Gail Brewer-Giorgio e outros autores. Várias pessoas ainda afirmam terem visto Elvis após a sua morte. Uma onda de avistamentos ocorreu em Kalamazoo, Michigan, no final da década de 1980. Tais relatos encontraram muita ridicularização pública e deram origem a publicações humorísticas como o Weekly World News.
Bill Bixby hospedou dois especiais de televisão que investigam o assunto: The Elvis Files (1991), e The Elvis Conspiracy (1992).

## O boato
No dia 16 de agosto de 1977 morria em Graceland, na cidade de Memphis, Tennessee, Estados Unidos,  o cantor e intérprete Elvis Aron Presley, considerado o "Rei do Rock'n'Roll" (inclusive a marca "King of Rock'n'Roll" é registrada e só pode ser utilizada em referência a ele). A morte se deu, segundo o atestado de óbito, por arritmia cardíaca e ingestão de vários tipos medicamentos (overdose). Um gigantesco aparato se deu nas cerimônias antes, durante e após o seu enterro, comovendo todo o país. Com fãs em todo mundo, houve um grande lamento geral.
Apesar disso, surgiu uma corrente de pessoas que acreditam que ele não morreu. O slogan "Elvis não Morreu!"  é muito conhecido e bastante utilizado, tanto pelos que com sinceridade acreditam nisto, como com fins comerciais pelos detetores dos direitos sobre a imagem e a obra do artista.
Segundo defensores dessa lenda urbana, Elvis seria refém de seu sucesso com uma sucessão de turnês, entrevistas, contratos de gravações e outros compromissos que passaram a incomodá-lo. Por isso, teria forjado sua própria morte para fugir da fama e dos paparazzi.  

## Elvis Sighting Societies
Elvis Sighting Societies são as sociedades dos que acreditam que Elvis Presley está vivo até hoje. Eles se reúnem regularmente nos Estados Unidos e em outros países, tem jornais, páginas na Internet, e estão sempre colecionando evidências da presença de Elvis vivo. Uma delas tem base no Restaurante Newport em Westboro, distrito de Ottawa, Canadá.